# Ligne Brunig-Napf-Reuss

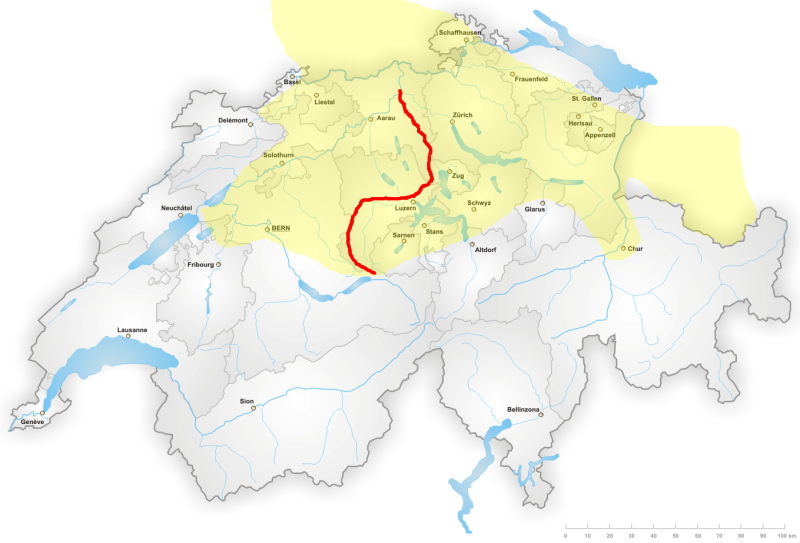
En rouge : la ligne Brunig-Napf-Reuss. En jaune, la région linguistique du haut alémanique.

Carte du duché de Souabe (en jaune) et du royaume de Haute-Bourgogne (en vert) vers l'an 1000. La ligne Brunig-Napf-Reuss passe par l'Argovie, disputée entre les deux royaumes.

La ligne Brunig-Napf-Reuss est une frontière culturelle ou une frontière fantôme ancienne de la Suisse.
Composée par le col du Brunig, les collines entourant le Napf et le cours de la Reuss, elle se situe entre 50 et 100 km à l'est de la barrière linguistique entre le français et le suisse allemand (Röstigraben). Culturellement, elle se vérifie tant sur le plan linguistique (isoglosse) que dans les us et coutumes. Par exemple le jass, jeu de cartes populaire dans tout le pays, se joue avec les cartes à enseignes françaises (carreaux, cœurs, piques et trèfles) à l'ouest de cette ligne, et avec des cartes à enseignes allemandes (Rosen, Schellen, Eicheln, Schilten) à l'est. La distribution traditionnelle des races bovines (Fleckvieh et Braunvieh) est elle aussi marquée par cette séparation.
Cette frontière culturelle remonte au Moyen Âge tardif. À l'ouest de la ligne étaient alors les Burgondes, et à l'est les Alamans. L'Argovie, que traverse cette ligne, fut disputée pendant des siècles entre le royaume de Haute-Bourgogne et le duché de Souabe.
La ligne traverse les actuels cantons d'Argovie et de Lucerne.